# 魩仔魚
魩仔魚又寫作吻仔魚（魩 ㄇㄛˋ），此名詞只用於台灣。香港稱為白飯魚，中國大陸地區類似的食用魚有：麵條魚、銀魚。
魩仔魚非指一特定魚種，魩仔魚廣義來說可分為淡水魚魩仔魚與海水魚魩仔魚兩類；狹義來說則一般是指鯷魚類和沙丁魚類的「魚苗的總稱」。若撈捕作業不正確有可能撈到數十至一百五十種類的魚苗；中華民國農委會漁業署表示：漁民捕獲之吻仔魚主要是鯷科及鯡科的仔稚魚，統稱為魩鱙（注音：ㄇㄛˋ ㄇ一ㄠˊ），台灣魩鱙漁業所捕獲的種類主要則是以刺公鯷、異葉公鯷及日本鯷為主，體長約4公分以下，體色透明者稱「魩」；4公分以上，體色逐漸呈現黑色且有銀色縱帶者稱「鱙」，並非為所有魚類之魚苗。
由於魩仔魚捕撈時可能會兼捕到其他種類的魚苗，兼捕率根據海域、季節不同，從1%以下到將近20%都有可能，某些特殊條件下甚至高達76.65%。在花蓮近海及河口以撈補魩仔魚為名，對日本禿頭鯊、褐吻蝦虎魚、大吻蝦虎魚、曙首厚唇鯊等洄游性蝦虎的洄游性魚苗進行的捕撈，也影響到東部洄游性蝦虎的生態 。在台東，日本禿頭鯊魚苗由於過度撈捕而造成數量銳減，台東縣政府因而宣布由2014年開始連續禁捕三年。

## 介紹
近年來有不少禁捕魩仔魚的活動。
而有另一說法，例如魚達人作家李嘉亮表示：「很多人會以為，牠是經濟性魚種的幼苗，但事實上不是，牠是不會長大的，牠大概只到2歲的生命，就是下完蛋就化掉了，如果你不吃，就是自然死掉，如果要研究說牠到底對生態造成什麼樣的破壞，我想相當困難，因為那個問題真的很複雜。」屏東海生館研究員邱郁文博士駁斥以上說法，強調捕撈魩仔魚所使用的細小漁網，常將各種種類的稚魚(未發育的大魚)一網打盡，很多非經濟性的魚也受牽累，「確實對海洋生態有影響。」
花蓮原住民阿美族，以特有的Vulao撈捕魩仔魚podaw已經有上百年的歷史，畢竟原住民的捕撈僅單人作業，威脅非經濟魚類有限。

## 沿岸漁業傷害議題

### 台灣
台灣許多地方會將魩仔魚作為小吃的主要食材，近海魚貨量驟減，造成沿岸魚業的滅亡，環保人士廖鴻基認為是撈捕魩仔魚造成，事實上沿海漁業的危機除了魩仔魚的捕撈之外（以雙拖捕為主），還有底拖網、流刺網等不當漁法的使用、海洋汙染、以及漁業署無法有效管理漁撈行為等等均有關聯，多重因素交相致使台灣沿海漁業一蹶不振。

政府曾經規劃逐年減少魩仔魚的捕撈量，並且在2006年時宣布三年後（2009年）將全面禁捕魩仔魚。2008年後，又因故中止禁捕魩仔魚的政策，並且自2009年起提高捕撈量，引起爭議。
自2013年2月底起，漁業署公告禁捕期（休漁期）為每年5月1日至9月15日，各縣市公告禁捕時間，每個地區禁3個月，限50噸以下船隻才可捕撈（範圍：宜蘭、桃園、台中、高雄、屏東、台東、花蓮等地區海域）
 
由於目前規定只有前一年取得兼營魩鱙漁業許可或取得其他兼營魩鱙漁業漁船汰建資格的新船才能申請從事該漁業，捕撈魩仔魚的漁船只會逐漸減少，不會再增加。漁業署規定魩鱙漁業禁漁區為距岸1,000（3,300英尺）以內之沿岸海域，地方主管機關得依所轄海域狀況縮減禁漁區距岸距離，惟不得少於500（1,600英尺）。
因海水連3年增溫，以臺灣桃園為例，2015年魩仔魚漁獲量比2014年銳減八成，小卷、白帶魚的數量也逐年減少。